# Erich Habitzl
Erich Habitzl (* 9. Oktober 1923 in Wien; † 26. September 2007 ebenda) war ein österreichischer Fußballspieler. Der Stürmer war in seiner aktiven Zeit einer der wichtigsten Spieler im Angriffspiel der Admira Wien und konnte auch 1949 österreichischer Torschützenkönig werden. Mit der Nationalmannschaft nahm der spätere Frankreich-Legionär an den Olympischen Spielen 1948 in London teil.

## Leben
Der kleine Erich Habitzl (der „Bruada“) wurde dank seiner Beweglichkeit und Agilität berühmt. Sein bei Spielern und Anhängern verbreiteter Spitzname geht auf den Beginn seiner Laufbahn zurück, als sein älterer Bruder Johann während eines Nachwuchsspieles der Admira dem Trainer den Einsatz seines, bloß als Zuseher anwesenden, kleinen Bruders Erich empfahl, der bei seinem Debüt prompt überzeugen und sich einen festen Platz im Nachwuchs der Admira sichern konnte. Bereits während des Zweiten Weltkrieges war er zu seinen ersten Meisterschaftseinsätzen bei seinem Stammverein Admira Wien gekommen, der Durchbruch gelang jedoch erst Ende der 1940er Jahre. 1948 kam er mit seinem Verein bis ins Wiener Cupfinale und erzielte bei der 1:2-Niederlage gegen die Wiener Austria den einzigen Treffer der Jedleseer. Nur zwei Monate später kam er erstmals in der österreichischen Fußballnationalmannschaft zum Einsatz und schoss bei seinem Debüt gegen Schweden am 11. Juli 1948 auch gleich zwei Tore. Durch diesen guten Auftritt empfahl er sich für die Olympischen Spiele 1948 einen Monat später, bei welchen Österreichs erster Gegner ebenfalls Schweden hieß. Die Mannschaft unterlag bei ihrer ersten Turnierteilnahme nach dem Zweiten Weltkrieg den Schweden allerdings mit 0:3.
Erich Habitzl stand bis zum Jahresende 1951 im Sturm der österreichischen Nationalmannschaft, sein bestes Spiel lieferte er dabei am 3. April 1949 gegen die Schweiz in Lausanne, wo er beim 2:1-Sieg beide österreichischen Treffer erzielte und von den Medien als „Held von Lausanne“ gefeiert wurde. 1949 war auch Erich Habitzls beste Saison in Jedlesee. Neben dem Gewinn des Titels des Torschützenkönigs mit 23 Treffern in nur 18 Spielen erreichte der Stürmer mit dem dritten Rang seine beste Platzierung in der Meisterschaft mit dem Verein. Nach einem Gastspiel mit Admira Wien beim französischen Erstligisten RC Lens zeigte die Klubführung der „Lensois“ Interesse an ihm und der Stürmer entschloss sich 1954 für den Gang ins Ausland. Beim RC Lens spielte er unter anderem Seite an Seite mit dem „Zauberer“ Lukas Aurednik und den bekannten französischen Teamspielern Maryan Wisnieski und Xercès Louis. Er erzielte für den RC Lens in nur zwei Jahren 22 Tore und war damit maßgeblich an der Erringung des Vizemeistertitels in der ersten französischen Liga im Jahr 1956, dem bis dahin größten Erfolg in der Klubgeschichte, beteiligt. Nach einem weiteren Jahr beim FC Nantes kehrte er wieder nach Jedlesee zurück, wo er für die Admira bis 1960 spielte. Insgesamt erzielte er in 209 Meisterschaftspartien für den Verein 159 Tore. Noch heute gilt Erich Habitzl als einer der besten Stürmer, den der SK Admira Wien in seiner Klubgeschichte hervorgebracht hat.

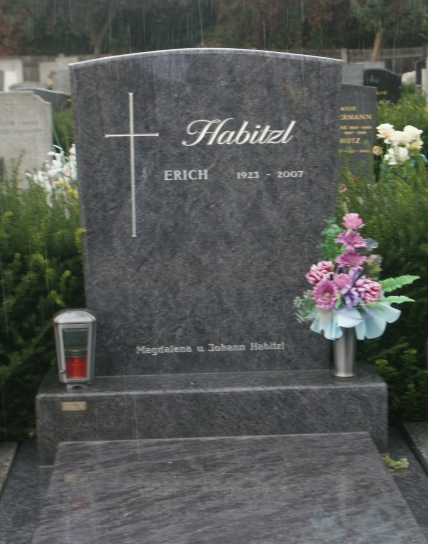
Grabstätte von Erich Habitzl

Habitzl wurde am Jedleseer Friedhof (Gr. 13, R. 1, Nr. 14) bestattet. 2009 würdigte der Bezirk Floridsdorf seine Verdienste für den österreichischen Fußball durch den Beschluss eine öffentliche Verkehrsfläche nach ihm zu benennen. Die Habitzlgasse nahe der Brünnerstraße wurde am 26. September 2009 feierlich eröffnet.

## Stationen
- SK Admira Wien (1940–1954)
- RC Lens (1954–1956)
- FC Nantes (1956–1957)
- SK Admira Wien (1957–1960)

## Erfolge
- 1 × Österreichischer Torschützenkönig: 1949
- 1 × Französischer Vizemeister: 1956

- Teilnahme an den Olympischen Spielen 1948: Achtelfinale

- 11 Spiele und 5 Tore für die österreichische Fußballnationalmannschaft von 1948 bis 1951
- 10 Spiele für die B-Auswahl der österreichischen Fußballnationalmannschaft
- 5 Spiele für die Wiener Auswahl